# Pompás királymajna
A pompás királymajna (Goodfellowia miranda)  a madarak osztályának verébalakúak (Passeriformes) rendjébe és a seregélyfélék (Sturnidae) családjába tartozó Goodfellowia nem egyetlen faja.

## Rendszerezése
A nemet és a fajt is Ernst Hartert angol ornitológus írta le 1903-ban. Egyes szervezetek a Basilornis nembe sorolják Basilornis mirandus néven.

## Előfordulása
A Fülöp-szigetek területén honos. Természetes élőhelyei a szubtrópusi vagy trópusi hegyi esőerdők. Állandó, nem vonuló faj.

## Megjelenése
Testhossza 30 centiméter.

## Természetvédelmi helyzete
Az elterjedési területe korlátozott és széttöredezett, egyedszáma ismeretlen. A Természetvédelmi Világszövetség Vörös listáján nem fenyegetett fajként szerepel.